# Copiula pipiens
Copiula pipiens és una espècie de granota de la família Microhylidae que viu a Indonèsia i a Papua Nova Guinea.